# 氏長者
氏长者是从平安时代开始对氏族中的代表者的称呼，在此之前则被称为“氏上”。由氏族中官位最高的人担任，掌管祭祀氏神的氏社、祭祖的氏寺、菩提寺，并通过这些资产来控制氏族成员。

## 概述
大化之前的各个氏族由氏上统率，氏上作为地域集团的首领有着极大的影响力。之后部民制被废除，氏上虽然需要经过朝廷的认可，权力受限，但通过氏族成员选出，其任期也是终身，仍保留了族长的性质。
到了平安时代，氏上变成了氏长者，由氏族中官位最高的人就任，因此氏长者仅存在于贵族阶层。由于官位会变动，氏长者也不是终身制。在文献记录中，伴氏、高阶氏、中臣氏、忌部氏、卜部氏、越智氏、和气氏、菅原氏也有氏长者。到了平安时代后期，很多氏族逐渐没落，失去官位的同时也不再有氏长者。
在氏长者中，拥有特别权威和力量的是藤氏长者和源氏长者。随着氏族的解体而成为名义上的地位，仍作为家族中的高贵称号而继续存在，前者兼有摄关家中的摄政关白。后者在镰仓时代被村上源氏独占后，又由足利将军家和村上源氏交替担任，至江户时代由德川将军家独占。菅原氏的氏长者也一直存在，被称为“北野长者”，由最高位的公卿担任。
南北朝时期的北畠亲房在《職原抄》中写道“凡称氏长者、王氏、源氏、藤氏、橘氏有此号”。
此外，随着16世纪后期丰臣氏的新设，丰臣秀吉成为丰氏长者。

## 权能
氏长者的权力与职能如下
- 氏神的祭祀，氏社、氏寺的管理

橘氏的梅宮社、藤原氏的春日社、興福寺等。奉幣使的设立、别当的補任。
- 大学别曹的管理

在10世纪初，氏族为族内学子设立的学曹，作为大学寮的下属，被称为大学别曹。如藤原氏的勧学院、橘氏的学館院、王氏（皇族）的奨学院、和気氏的弘文院等。
- 氏爵的推举

推举一名正六位上的氏族人升为从五位下的制度。律令制中，五位以上的贵族有更多特权，推举者被称为是定。橘氏在平安中期不再有公卿，所以是定不再是橘氏长者，而由藤原氏的公卿担任。

## 相关项目
- 藤氏長者
- 源氏長者
- 是定（日语：是定）
- 北野長者（日语：北野の長者）
- 氏爵（日语：氏爵）
- 家門（日语：家門）
- 社家（日语：社家）
- 氏姓制度（日语：氏姓制度）
- 新撰姓氏録
- 姓 (日本政治结构)
- 本姓（日语：本姓）
- 名字
- 家督
- 家長
- 族长
- 惣領
- 嫡流